# Mangrove-ijsvogel
De mangrove-ijsvogel (Halcyon senegaloides) is een vogel uit de familie Alcedinidae (IJsvogels).

## Verspreiding en leefgebied
Deze soort komt voor aan de oostelijke en zuidoostelijke kusten van Afrika.